# Lijst van hoogste gebouwen van Haarlem
Dit is een lijst van de  hoogste gebouwen van Haarlem.
In deze lijst zijn bouwwerken van en hoger dan 45 meter opgenomen, exclusief een aantal flatgebouwen in Schalkwijk en Haarlem-Oost, die veelal in een cluster of repeterende wijze zijn gebouwd.
|     | Naam                          | Hoogte                 | Voltooid  | Verdiepingen | Afbeelding |
| --- | ----------------------------- | ---------------------- | --------- | ------------ | ---------- |
| 1.  | KPN-toren (zendmast)          | 112 m (149 m met mast) | 1970      |              |            |
| 2.  | Grote of Sint-Bavokerk        | 76 m                   | 1370-1520 |              |            |
| 3.  | Woontoren De Hoge Hout        | 60 m                   | 2009      | 19           |            |
| 4.  | Kathedrale basiliek Sint Bavo | 55 m                   |           |              |            |
| 5.  | De Pionier                    | 52 m                   | 2012      | 18           |            |
| 6.  | VNU-Toren                     | 49 m                   | 1971      | 13           |            |
| 7.  | Haarlem Hoog                  | 47 m                   | 1962      | 15           |            |
| 8.  | Twister                       | 46 m                   | 2018      | 15           |            |
| 9.  | Land in Zicht                 | 45 m                   |           |              |            |
| 10. | De Spits                      | 45 m                   |           |              |            |